# Лаббок (округ)
Округ Лаббок (англ. Lubbock County) расположен в США, штате Техас. Официально образован в 1851 году и назван в честь Томаса Салтуса Лаббока — техасского рейнджера, полковника армии Конфедерации. По состоянию на 2000 год, численность населения составляла 242 628 человек. Окружным центром является город Лаббок.

## География
По данным Бюро переписи США, общая площадь округа равняется 2333 км², из которых 2330 км² суша и 3 км² или 0,13 % это водоёмы.

### Соседние округа
- Кросби (восток)
- Линн (юг)
- Хейл (север)
- Хокли (запад)

## Демография
По данным переписи населения 2000 года в округе проживало 242 628 жителей, в составе 92 516 хозяйств и 60 135 семей. Плотность населения была 104 человека на 1 квадратный километр. Насчитывалось 100 595 жилых домов, при плотности покрытия 43 постройки на 1 квадратный километр. По расовому составу население состояло из 74,3 % белых, 7,67 % чёрных или афроамериканцев, 0,59 % коренных американцев, 1,31 % азиатов, 0,04 % коренных гавайцев и других жителей Океании, 14,15 % прочих рас, и 1,96 % представители двух или более рас. 27,45 % населения являлись испаноязычными или латиноамериканцами.
Из 92 516 хозяйств 31,7 % воспитывали детей возрастом до 18 лет, 48,2 % супружеских пар живущих вместе, 12,6 % женщин-одиночек, 35 % не имели семей. На момент переписи 26,9 % от общего количества жили самостоятельно, 7,9 % лица старше 65 лет, жившие в одиночку. В среднем на каждое хозяйство приходилось 2,52 человека, среднестатистический размер семьи составлял 3,1 человека.
Показатели по возрастным категориям в округе были следующие: 25,7 % жители до 18 лет, 16,3 % от 18 до 24 лет, 27,9 % от 25 до 44 лет, 19,2 % от 45 до 64 лет, и 11 % старше 65 лет. Средний возраст составлял 30 лет. На каждых 100 женщин приходилось 95,8 мужчин. На каждых 100 женщин в возрасте 18 лет и старше приходилось 92,6 мужчины.
Средний доход на хозяйство в округе составлял 32 198 $, на семью — 41 067 $. Среднестатистический заработок мужчины был 29 961 $ против 21 591 $ для женщины. Доход на душу населения был 17 323 $. Около 12 % семей и 17,8 % общего населения находились ниже черты бедности. Среди них было 21,6 % тех кому ещё не исполнилось 18 лет, и 10,7 % тех кому было уже больше 65 лет.

## Политическая ориентация

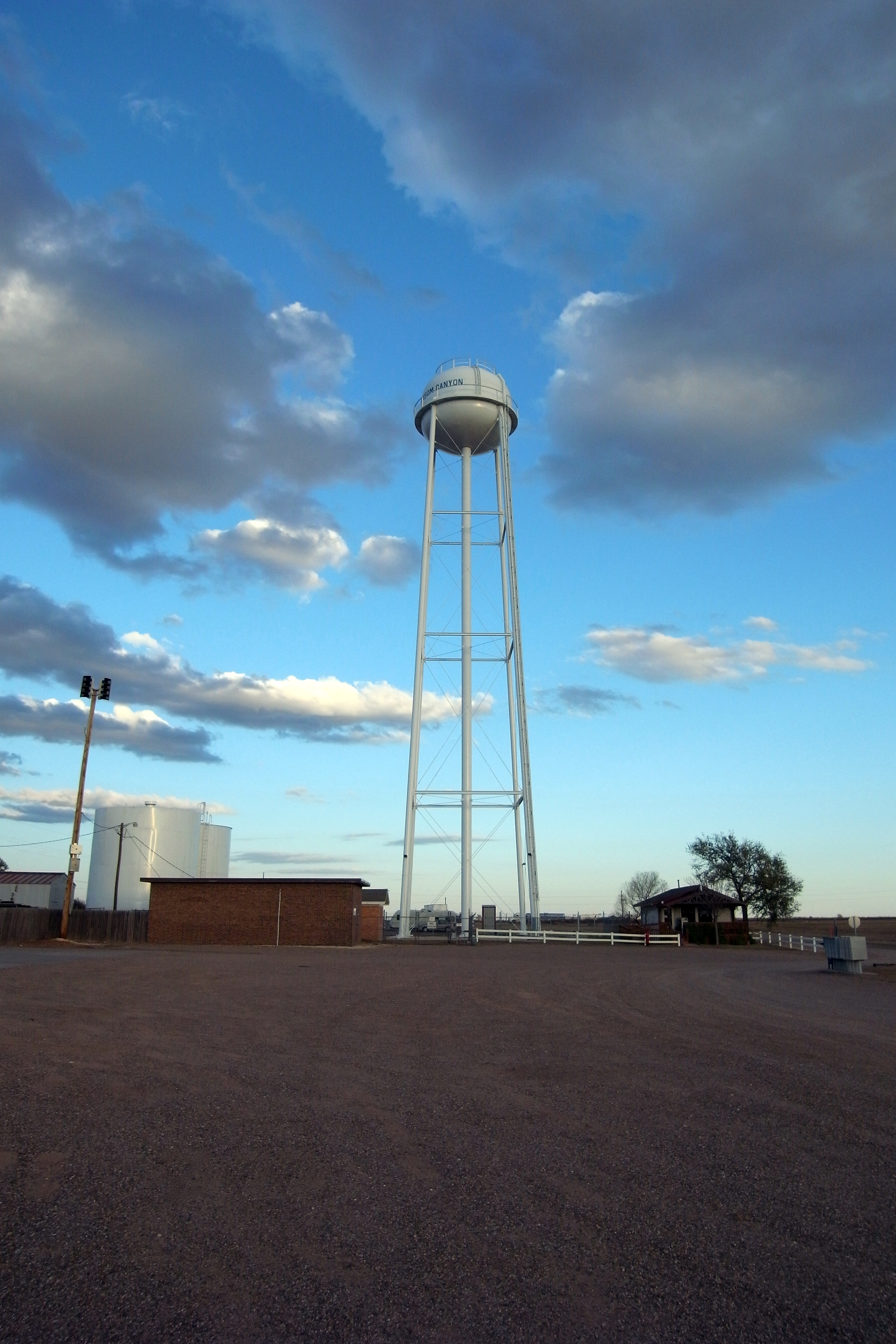
Водонапорная башня в Рансом-Каньоне

На президентских выборах 2008 года Джон Маккейн получил 67,98 % голосов избирателей против 31,26 % у демократа Барака Обамы.
В Техасской палате представителей округ Лаббок числится в составе 83-го района. Интересы округа представляет республиканец Дэлвин Джонс из Лаббока.

## Населённые пункты

### Города, посёлки, деревни
- Абернати[4]
- Айдалу
- Баффало-Спрингс
- Вулффорт
- Лаббок
- Нью-Дил
- Рансом-Каньон
- Слейтон
- Шеллоуотер

### Определяемые переписью места
- Риз-Сентер

### Немуниципальные территории
- Акафф
- Вудро
- Рузвельт
- Слайд

## Галерея
|                                 |                                                                                     |                                       |
| Деловая часть города Айдалу     | Лаббок                                                                              | Стенная роспись в центре Слейтона     |
|                                 |                                                                                     |                                       |
| Музей ветроэнергетики в Лаббоке | Стадион United Spirit Arena, принадлежащий Техасскому технологическому университету | «Стальной дом» в городе Рансом-Каньон |